# Manmadhudu 2

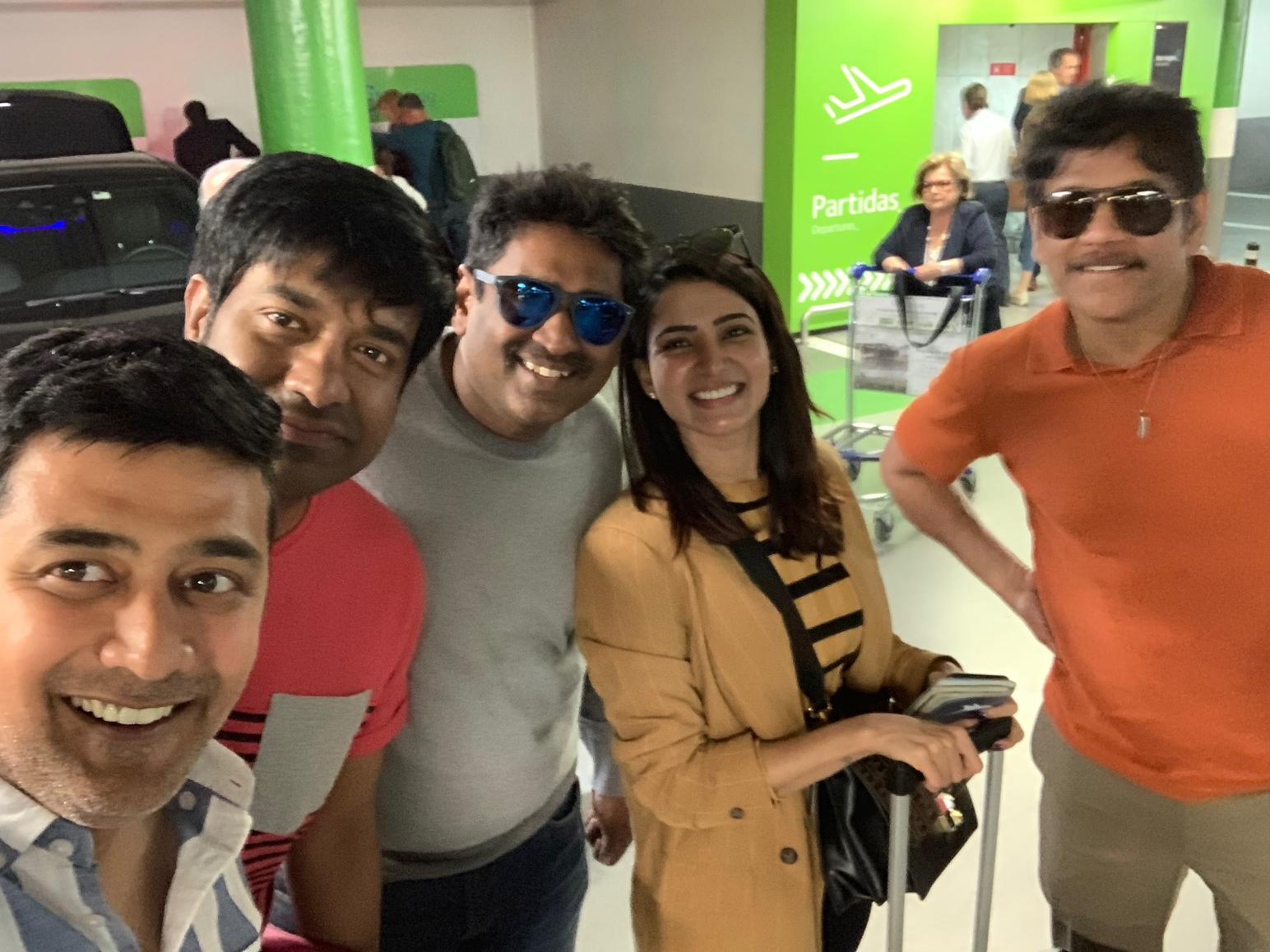
Die Filmcrew von Manmadhudu 2 2019 während der Drehwochen in Portugal (rechts: Rakul Preet Singh und Nagarjuna).

Manmadhudu 2 ist eine romantische Filmkomödie in indischer Telugu-Sprache aus dem Jahr 2019. Der unter der Regie von Rahul Ravindran geführte Film ist ein offizielles Remake der französischen Romantikkomödie Prête-moi ta main von Éric Lartigau (2006). Die Hauptrollen spielen Nagarjuna und Rakul Preet Singh, die Musik wurde von Chaitan Bharadwaj komponiert.
Die Times of India vergab 3,5 von 5 Sternen und sagte: „Der Regisseur hat beim Höhepunkt ein oder zwei Tricks verpasst, bringt aber fast alles andere auf den Punkt und sorgt für einen urkomischen Entertainer …“.